# Al Coronel
Alvaro „Al“ Mauricio Coronel (* 4. Oktober 1969 in Los Angeles, Kalifornien) ist ein US-amerikanischer Schauspieler, Stuntman und Synchronsprecher.

## Leben
Coronel wurde am 4. Oktober 1969 in Los Angeles geboren. Er diente acht Jahre bei den United States Marine Corps. Danach sammelte er erste Bekanntheit als Salsa-Tänzer und stellte in dieser Funktion eine Nebenrolle im Spielfilm Blow aus dem Jahr 2001 dar. In den nächsten Jahren war er überwiegend als Episodendarsteller in verschiedenen US-amerikanischen Fernsehserien zu sehen. Im selben Jahr spielte er in sechs Episoden der Fernsehserie The Last Ship die Rolle des Manuel Castillo. 2016 stellte er in der Fernsehserie Sin Vergüenza die wiederkehrende Rolle eines Doktors dar. Zwischen 2020 und 2021 wirkte er als Warden Alvarez in der Fernsehserie General Hospital mit. 2022 spielte er im Horrorfilm Titanic 666 die Rolle des Hector.
Coronel ist ebenfalls Synchronsprecher. In dieser Funktion sprach er in sieben Episoden die Rolle des Issac in der Fernsehserie Diablero und die Rolle des Alcalde im Film Elisa und Marcela für die englischsprachige Synchronfassung. Er war außerdem in den Computerspielen Days Gone und Call of Duty: Black Ops Cold War zu hören.

## Filmografie (Auswahl)

### Schauspiel
- 2001: Blow
- 2003: Polizeibericht Los Angeles (L.A. Dragnet, Fernsehserie, Episode 2x03)
- 2004: Threat Matrix – Alarmstufe Rot (Threat Matrix, Fernsehserie, Episode 1x11)
- 2004: Practice – Die Anwälte (The Practice, Fernsehserie, Episode 8x11)
- 2004: Für alle Fälle Amy (Judging Amy, Fernsehserie, Episode 5x12)
- 2004: American Family (Fernsehserie, Episode 2x01)
- 2004: Aviator (The Aviator)
- 2005: Feet Afire (Kurzfilm)
- 2005–2006: E-Ring – Military Minds (E-Ring, Fernsehserie, 2 Episoden, verschiedene Rollen)
- 2006: Heist (Fernsehserie, Episode 1x04)
- 2008: Brothers & Sisters (Fernsehserie, Episode 2x10)
- 2008: Get Smart – Bruce und Lloyd völlig durchgeknallt (Get Smart’s Bruce and Lloyd Out of Control)
- 2008: Dr. House (House, M.D. bzw. House, Fernsehserie, Episode 5x08)
- 2009: Encounters (Fernsehserie, 1 Episode)
- 2009: Tijuaneros (Kurzfilm)
- 2009; 2013: Southland (Fernsehserie, 2 Episoden, verschiedene Rollen)
- 2010: The New Adventures of Old Christine (Fernsehserie, Episode 5x17)
- 2011: Valley of the Sun
- 2011: 90210 (Fernsehserie, Episode 4x05)
- 2011: Miss Ellyn (Kurzfilm)
- 2012: CSI: Miami (Fernsehserie, Episode 10x18)
- 2013: The Rev (Fernsehserie, Episode 1x01)
- 2013: Perception (Fernsehserie, Episode 2x10)
- 2013: And Then There Was None
- 2014: Bad Ass 2: Bad Asses
- 2014: Thou Shalt Not Kill
- 2014: Surviving Jack (Fernsehserie, Episode 1x05)
- 2014: East Los High (Fernsehserie, Episode 2x12)
- 2014: Mistresses (Fernsehserie, Episode 2x12)
- 2014: Revenge (Fernsehserie, Episode 4x02)
- 2014: Criminal Minds (Fernsehserie, Episode 10x02)
- 2014: Stalker (Fernsehserie, Episode 1x06)
- 2014: Benched (Fernsehserie, Episode 1x03)
- 2014: Marvel’s Agents of S.H.I.E.L.D. (Fernsehserie, Episode 2x08)
- 2015: Schatten der Leidenschaft (The Young and the Restless, Fernsehserie, Episode 1x10647)
- 2015: Rosewood (Fernsehserie, 2 Episoden)
- 2015: Navy CIS: L.A. (NCIS: Los Angeles, Fernsehserie, 2 Episoden)
- 2015: Jane the Virgin (Fernsehserie, Episode 2x03)
- 2015: Agent X (Fernsehserie, Episode 1x06)
- 2015: Studio City (Fernsehfilm)
- 2016: Sin Vergüenza (Fernsehserie, 6 Episoden)
- 2016: Rush Hour (Fernsehserie, Episode 1x04)
- 2016: The Darkness
- 2016: The Last Ship (Fernsehserie, 6 Episoden)
- 2016: TMI Hollywood (Fernsehserie, Episode 7x11)
- 2016: Notorious (Fernsehserie, 2 Episoden, verschiedene Rollen)
- 2016: *Loosely Exactly Nicole (Fernsehserie, Episode 1x07)
- 2016: Secrets and Lies (Fernsehserie, Episode 2x07)
- 2016: The Middle (Fernsehserie, Episode 8x08)
- 2017: Logan – The Wolverine (Logan)
- 2017: Colony (Fernsehserie, Episode 2x12)
- 2017: Training Day (Fernsehserie, Episode 1x12)
- 2017: Romantic Encounters of the Worst Kind (Kurzfilm)
- 2017: 12 Round Gun
- 2017: Saviors (Kurzfilm)
- 2017: Navy CIS (NCIS, Fernsehserie, Episode 15x09)
- 2017: Wisdom of the Crowd (Fernsehserie, 3 Episoden, verschiedene Rollen)
- 2018: American Crime Story (Fernsehserie, Episode 2x05)
- 2018: No Me Arrepiento (Kurzfilm)
- 2018: S.W.A.T. (Fernsehserie, Episode 1x16)
- 2018: Grief (Kurzfilm)
- 2018: For the People (Fernsehserie, Episode 1x06)
- 2018: Lucifer (Fernsehserie, Episode 3x26)
- 2018: Shooter (Fernsehserie, Episode 3x01)
- 2018: Love Spoken (Kurzfilm)
- 2019: Counterpunch
- 2019: Bosch (Fernsehserie, Episode 5x07)
- 2019: American Exit
- 2019: Animal Kingdom (Fernsehserie, Episode 4x10)
- 2019: The Morning Show (Fernsehserie, Episode 1x06)
- 2019: Ernesto’s Manifesto
- 2020: 68 Whiskey (Fernsehserie, Episode 1x05)
- 2020: Westworld (Fernsehserie, Episode 3x05)
- 2020: Man with a Plan (Fernsehserie, Episode 4x11)
- 2020: L.A.’s Finest (Fernsehserie, Episode 2x12)
- 2020–2021: General Hospital (Fernsehserie, 3 Episoden)
- 2022: Bel-Air (Fernsehserie, Episode 1x07)
- 2022: Titanic 666
- 2022: Free Dead or Alive
- 2023: CSI: Vegas (Fernsehserie, Episode 2x20)

### Stunts
- 1990: Leon (Lionheart)
- 1990: Mit stählerner Faust (Death Warrant)
- 2001–2006: Fear Factor (Fernsehserie, 5 Episoden)
- 2014: Bad Ass 2: Bad Asses

## Synchronisationen (Auswahl)
- 2018: Diablero (Fernsehserie, 7 Episoden)
- 2019: Elisa und Marcela (Elisa y Marcela)
- 2019: Days Gone (Computerspiel)
- 2020: Call of Duty: Black Ops Cold War (Computerspiel)